# U2
|  | Per a altres significats, vegeu «U2 (desambiguació)». |

U2 és un grup de rock, irlandès, fundat l'octubre de 1976 a Dublín.
El grup està format pel cantant i guitarrista Bono (Paul David Hewson), The Edge (David Howell Evans) com a guitarrista i a vegades teclats, el baixista Adam Charles Clayton i el bateria Larry Mullen, Jr..
U2 ha estat un dels grups de rock més populars mundialment des de la dècada dels 80. D'ençà de la seva aparició han venut més de 190 milions de discos a tot el món i han guanyat 22 Premis Grammy, més que cap altre grup de rock a la història. La banda ha esdevingut també molt coneguda per les seves nombroses campanyes a favor de diferents causes solidàries.
El grup ha gravat tretze àlbums d'estudi, sent Songs of Innocence el treball més recent, en el qual es poden trobar 11 cançons i que va ser editat el 9 de setembre de 2014, de franc a través de la plataforma digital iTunes.

## Història

### Formació i primers àlbums (1976-1983)
En els inicis del grup, tots els seus membres eren adolescents i no tenien gaire experiència musical. La banda es va formar després que Larry Mullen Jr. pengés un anunci en el tauler d'anuncis del seu institut. La resta dels integrants de la banda hi respongueren i així nasqué Feedback, un dels primers noms que adoptaren, amb pràcticament els mateixos components que en l'actualitat. Més endavant el grup es reanomenaria com a 'U2', en honor del popular avió espia Lockheed U-2 i fent a més a més un joc de paraules amb la pronunciació anglesa (Iu two sóna com You too que es tradueix com Tu també).
L'any 1980, gràcies a un contracte amb Island Records, van llençar el seu primer disc Boy, que encara que no va aconseguir gran repercussió, es considera un dels millors debuts d'un grup de rock de la història. L'àlbum, malgrat no tenir un gran nivell musical, va permetre veure el gran potencial d'aquest grup de joveníssims rockers. Els crítics alabaren també la gran labor de Bono com a showman. El segon disc October arribà l'any següent i aconseguí força més èxit que el seu predecessor. Està clarament marcat per la fe cristiana que professen alguns dels integrants del grup (concretament tots, tret de Clayton).

### War, Under a Blood Red Sky i The Unforgettable Fire (1983 – 1985)

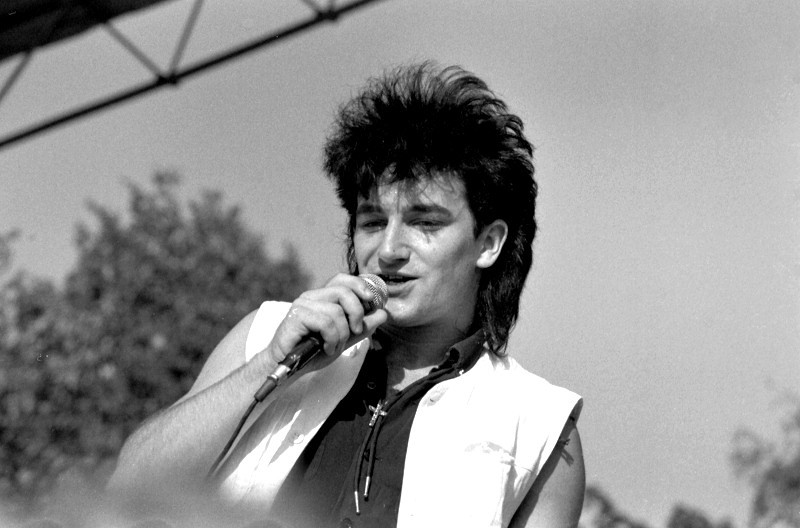
Bono, l'any 1983

L'any 1983 aparegué War, un disc mitjançant el qual la banda pretenia "iniciar una croada a favor del pacifisme". L'àlbum, de gran contingut polític, incloïa Sunday, bloody sunday, una de les cançons més conegudes del grup, una protesta en contra dels fets del Diumenge Sagnant de 1972. El disc va aconseguir situar-se el número 1 a les llistes dels més venuts al Regne Unit.
Durant la mateixa gira de War, es va fer el llançament de Under a blood red sky que és alhora un vídeo i un disc en directe de la seva gira. Va tenir força repercussió mediàtica i la MTV va mostrar un gran interès pel material, cosa que elevaria substancialment la popularitat del grup.
Poc després, el grup va gravar el que seria el seu quart disc d'estudi, The Unforgettable fire llençat l'Octubre de 1983 que va assolir gran ressò, tant al Regne Unit (on van repetir número 1) com als Estats Units, on van assolir una notable popularitat gràcies a la cançó homenatge a Martin Luther King, Pride (In the name of love).
El Juliol de 1985 varen participar en el concert de Live Aid a l'estadi de Wembley en el que va ser una de les millors actuacions de tota la història del grup. Bono va aconseguir demostrar en directe davant de milions d'espectadors que tenia una profunda connexió amb el públic i la data va esdevenir un moment decisiu en la història del grup. Poc després la prestigiosa revista Rolling Stone escriuria el següent:
| «                                    | Cada cop hi ha més fans del rock-and-roll que consideren que U2 és la banda més important dels anys 80, potser fins i tot l'única important. | » |
| — Steve Peak - Revista Rolling Stone | |   |

### The Joshua Tree i Rattle and Hum (1986 – 1989)
Un cop aconseguit l'èxit internacional, la banda es va dedicar a reinventar la seva música per tal de buscar un estil propi molt marcat. Van explorar el blues, el gospel i especialment el country i van establir amistat amb estrelles internacionals com Bob Dylan, Van Morrison o Keith Richards. El Març de 1987 varen llençar un dels seus àlbums més celebrats, The Joshua Tree. El disc va ser el seu primer número 1 als Estats Units (on es va mantenir durant nou setmanes) i el tercer al Regne Unit i va guanyar dos Premis Grammy. Els dos primers senzills With or without you i I still haven't found what I've been looking for són dues de les seves cançons més conegudes. Tots aquests èxits els varen fer aconseguir una portada a la revista Time i nombrosos reconeixements. La gira The Joshua Tree Tour va omplir estadis a tot el món.
Va ser justament durant aquesta gira en què es gravà un documental que es va llençar l'any 1988 amb el nom de Rattle and Hum que s'acompanyà d'un doble àlbum amb nou peces d'estudi i sis actuacions en directe. Aquestes inclogueren col·laboracions de Bob Dylan i B.B. King i foren molt ben acollides per la crítica. No passà el mateix amb el documental, al que els crítics acusarien de tenir massa referències americanes. L'any 1989 el mateix Bono anuncià que el grup havia arribat al final d'una etapa i que s'agafaven un descans.
El grup no va oblidar la seva faceta més humanitària. L'any 1986 varen participar en una gira benèfica organitzada per Amnistia Internacional i varen visitar països del tercer món com El Salvador o Nicaragua.

### Achtung Baby, Zoo TV, i Zooropa (1990 – 1993)
L'any 1990 la banda es va reunir a Berlín per gravar un nou disc. El grup travessava moments difícils, ferit per les crítiques a Rattle and Hum, i sorgiren moltes tensions. Per tal d'evitar anteriors errors, el grup realitzà un canvi d'estil molt calculat. Incorporaren referències dance i industrials, així com de rock alternatiu. Així el Novembre de 1991 va néixer Achtung Baby, al que es van referir de vegades com el so de quatre homes derribant el Joshua Tree. El so més aventurer de l'àlbum va entusiasmar l'audiència i va aconseguir bones crítiques. Alguns dels seus millors senzills són Mysterious ways i One.
Entre 1992 i 1993 el grup va estar de gira i varen fer la presentació de Achtung Baby. Aquesta gira es va anomenar Zoo TV Tour i va veure néixer innovacions evidents i molt celebrades, com pantalles de vídeo i decoració extravagant. L'objectiu era revertir completament la tendència de les anteriors gires, molt més modestes i austeres. El paper de Bono com a showman va esdevenir summament important en aquests concerts i acostumava a crear-se alter egos com ara The fly (la mosca) o The Mirror-Ball Man (l'home de la bola de mirall) que donaven molt de joc a l'espectacle. Era evident que el grup gaudia enormement amb aquells actes.
Fou durant una pausa del Zoo TV Tour que es gravà i llençà de forma precipitada l'àlbum Zooropa, amb marcades influències electròniques i techno. Dos dels seus senzills més destacats són Lemon i Stay (faraway, so close). Malgrat no obtenir un gran èxit de vendes, va aconseguir un Grammy l'any 1994. La majoria de les cançons del disc foren tocades durant la gira, que continuà per Europa, Japó i Oceania.
Aquesta etapa és recordada sovint com una de les més exitoses i fecundes de la història del grup.

### Passengers, Pop i Popmart (1995 – 1998)
L'any 1995 la banda llençà un àlbum experimental anomenat Original Soundtracks 1 sota el pseudònim de The Passengers, fet pel qual passà molt inadvertit. Es tracta d'un disc d'alt contingut experimental i del qual destaca la cançó Miss Sarajevo, una celebrada col·laboració amb Luciano Pavarotti, que Bono ha destacat sovint com una de les seves preferides.
El següent disc data de 1997 i s'anomena Pop. Va aconseguir el número 1 en 35 països i va rebre molt bones crítiques de la revista Rolling Stone, però els fans dels Estats Units el varen considerar de baix nivell pels estàndards d'U2. Bono va admetre en una ocasió que l'havien enllestit massa ràpid per culpa de compromisos comercials, i que no aconseguia comunicar el que el grup pretenia.
La gira que seguí el nou disc, Popmart, es mostrava continuista amb l'estètica i el missatge de Zoo TV Tour. Un dels moments estel·lars fou quan tocaren a Sarajevo poc després d'acabar-se la Guerra de Bòsnia, esdevenint el primer grup important al món en fer-ho. Larry Mullen Jr. en feu la següent valoració:
| «                  | ...ha estat una experiència que no oblidaré mentre visqui, si hagués estat durant 20 anys al grup només per tocar en aquest concert, crec que hauria valgut la pena. | » |
| — Larry Mullen Jr. | |   |

### All That You Can't Leave Behind i Elevation Tour (2000-2002)
Després de l'aparició de Pop i la seva acollida desigual, el grup va declarar en diverses ocasions que estaven intentant tornar a ser la millor banda del món. Amb aquest esperit es va editar l'Octubre de 2000 el disc All That You Can't Leave Behind (Tot el que no pots deixar enrere), on s'abandonaven els trets experimentals dels anys 90 i es retornava al característic so de guitarres. Entre els temes de l'àlbum trobem un dels grans èxits del grup Beautiful Day, que va guanyar tres Grammys i es va convertir en un fenomen mundial. També es van editar els senzills Walk On i Elevation. Es tracta d'un àlbum molt compromès socialment. La revista Time el va considerar un dels tres millors treballs de la banda, juntament amb The Joshua Tree i Achtung Baby.

La gira en la qual es presentà el disc, la Elevation Tour, s'allargà entre Març i Desembre de 2001 i va estar mancada de les característiques escèniques de les seves predecessores. Un moment especial foren les actuacions al Madison Square Garden de Nova York, poc després dels Atemptats de l'11 de setembre de 2001. Posteriorment Bono i The Edge van recordar aquests concerts com uns dels més emotius de la seva vida. D'aquesta gira, que passà pel Palau Sant Jordi de Barcelona, se n'editaren dos DVDs documentals.

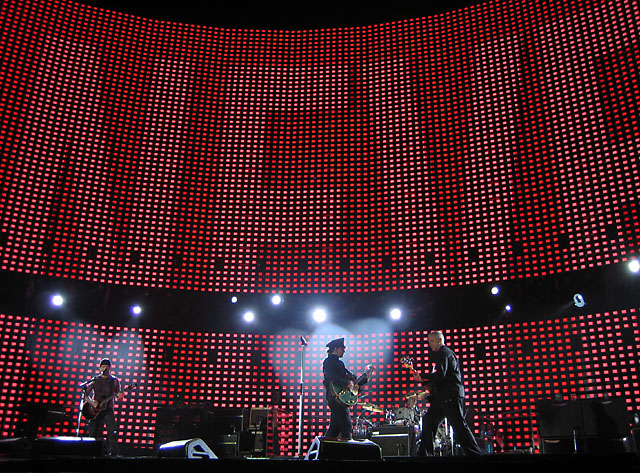
Concert a Brussel·les durant la Vertigo Tour

### How To Dismantle an Atomic Bomb i Vertigo Tour (2003-2007)
El següent disc del grup How To Dismantle an Atomic Bomb (Com desmantellar una bomba nuclear) es va llençar el Novembre de 2004. El disc buscava un so més rocker que el seu predecessor i se’n van extreure senzills com Vertigo, Sometimes You Can't Make It On Your Own, City Of Blinding Lights i All Because Of You. El primer d'aquests es va llençar mundialment després d'una gran campanya comercial d'iPod, que va voler associar la seva imatge amb la del grup. El videoclip del tema es va gravar parcialment al Delta de l'Ebre per simular que la banda es trobava en un desert. El disc va aconseguir ser número 1 en 32 països i va tenir molt bona acollida als Estats Units, rebent fins a 8 Premis Grammy pel disc i els seus senzills.
La gira de presentació del disc, la Vertigo Tour es va prolongar fins al Desembre de 2006 i va cobrir actuacions a tot el món, entre elles al Camp Nou de Barcelona, amb una gran afluència de públic. L'estil de la gira és comparable al de Elevation Tour així com els bons resultats obtinguts.
Entre concert i concert es va editar també un senzill juntament amb Green Day anomenat The Saints Are Comming. Els beneficis es destinaren a ajudar les víctimes de l'Huracà Katrina de Nova Orleans. També va sortir a la venda la biografia U2 by U2 i un disc recopilatori U218 Singles.

### No Line on the Horizon i 360° Tour (2009)

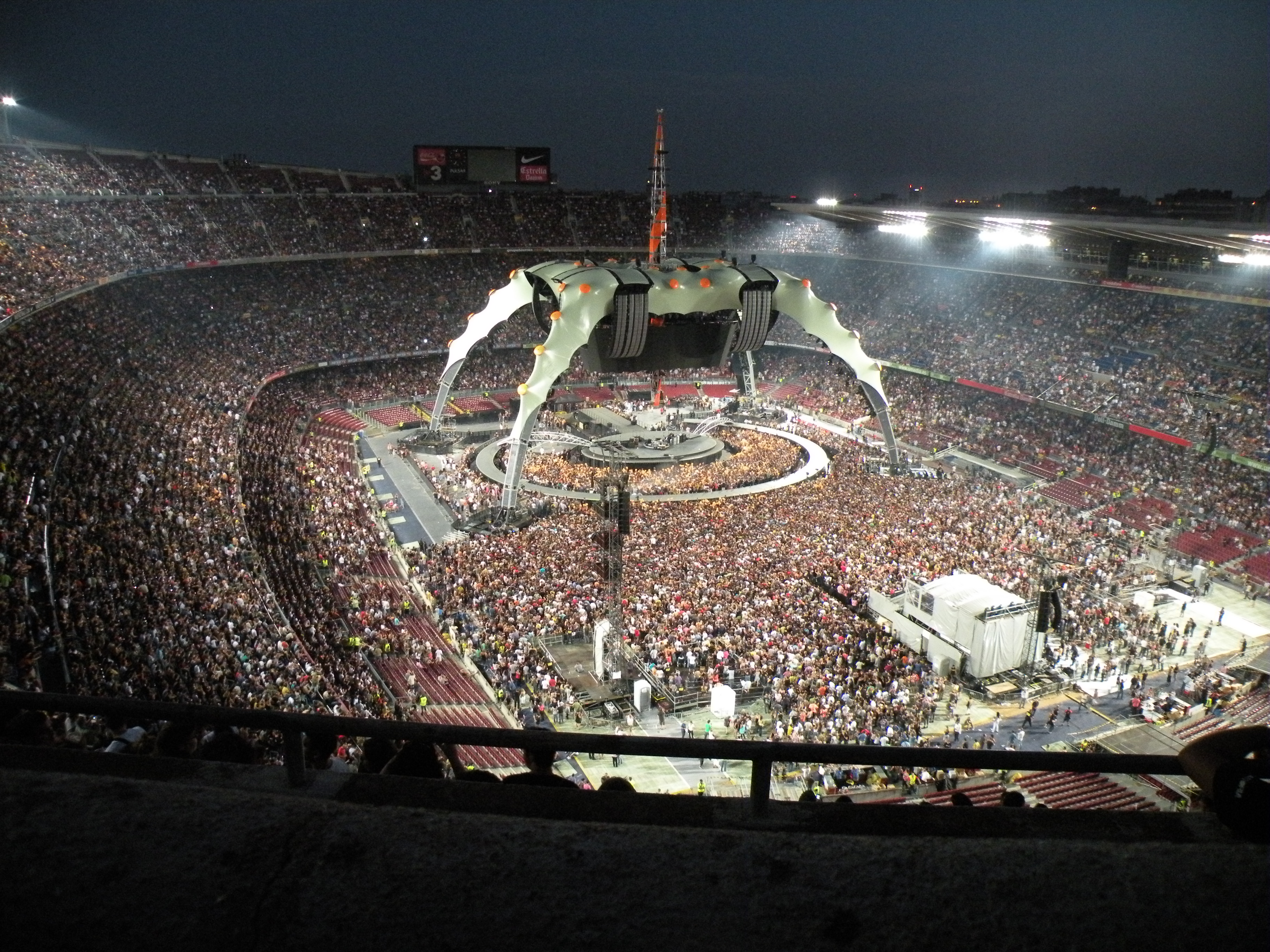
Concert d'U2 al Camp Nou el 2009 durant la 360° Tour.

El posterior disc No Line on the Horizon (Sense línia a l'horitzó) es va llençar el 27 de febrer de 2009 a Irlanda, i uns dies després a la resta del món.
Després d'una mini gira de presentació del disc (No Line on the Horizon Promo Tour) en ciutats com Dublín, Londres, París o Nova York, va començar la gira U2 360° Tour el 30 de juny al Camp Nou de Barcelona, amb final de gira el 28 d'octubre del mateix any a Vancouver (Canadà). El que més destaca d'aquesta gira és l'escenari, que aprofita els 360° de visió de manera que hi pot haver espectadors per tot l'estadi, aprofitant-ne al màxim la capacitat. Tot i això, el grup no renuncia a les pantalles gegants que els acompanyen a les seves gires.

### Songs of Innocence i Songs of Experience (2014-2017)
El mes d'octubre de 2013, va apareixe a YouTube el vídeoclip d'un nou tema de la banda, "Ordinary Love", que forma part de la banda sonora de la pel·lícula "Mandela: Long Walk To Freedom", i que a més de guanyar el Globus d'Or a la Millor Cançó, va estar nominada als Oscars en la mateixa categoria. perdent davant "Let It Go" de la pel·lícula "Frozen".
El 13 de novembre de 2013 es va donar a conèixer la notícia que Paul McGuinness deixava de ser el mànager d'U2, passant a ser-ho Guy Oseary. Això es deu al fet que Live Nation va comprar Principal Management (empresa que va administrar a la banda).
El 2 de febrer, la banda va presentar "Invisible", un altre dels temes del disc. Ho va fer com a part d'una campanya contra la sida: durant aquell dia, la cançó es va poder descarregar de franc des d'iTunes, i per a cada descàrrega, Bank of America va donar un dòlar a RED, una organització capitanejada per Bono que lluita contra la malaltia. Gràcies a la campanya, van recol·lectar més de 3 milions de dòlars.
El 9 de setembre de 2014, U2 va llançar per sorpresa a la Keynote d'Apple el seu nou disc titulat Songs of Innocence. El grup va interpretar el tema "The Miracle", i seguidament va anunciar juntament amb Tim Cook, que l'àlbum estaria disponible totalment gratis a iTunes des del dia 9 de setembre fins al 13 d'octubre de 2014.
Pocs minuts després, Bono ja va avançar que tenien pràcticament llest un segon nou àlbum que s'anomenarà Songs of Experience. Ambdós títols, Songs of Innocence i Songs of Experience al·ludeixen a dues obres poètiques del poeta pintor i gravador anglès William Blake. Aquest àlbum es va publicar finalment l'1 de desembre de 2017, i al dia següent ja era número 1 a la llista Billboard 200, convertint-se en el vuitè treball del grup en arribar a aquesta posició.

### Songs of Surrender (2023)
Songs of Surrender és un àlbum llançat el 17 de març de 2023 que inclou 40 versions regravades i reinterpretades de cançons del grup, moltes amb arranjaments acústics i depurats. L'àlbum acompanya les memòries de Bono, Surrender: 40 Songs, One Story de 2022, que es va estructurar en 40 capítols titulats com cançons d'U2. Les versions rearranjades es van incloure per primer cop a l'edició d'audiollibre de les memòries, i van ser interpretades per Bono durant la gira promocional del llibre.

## Activisme social

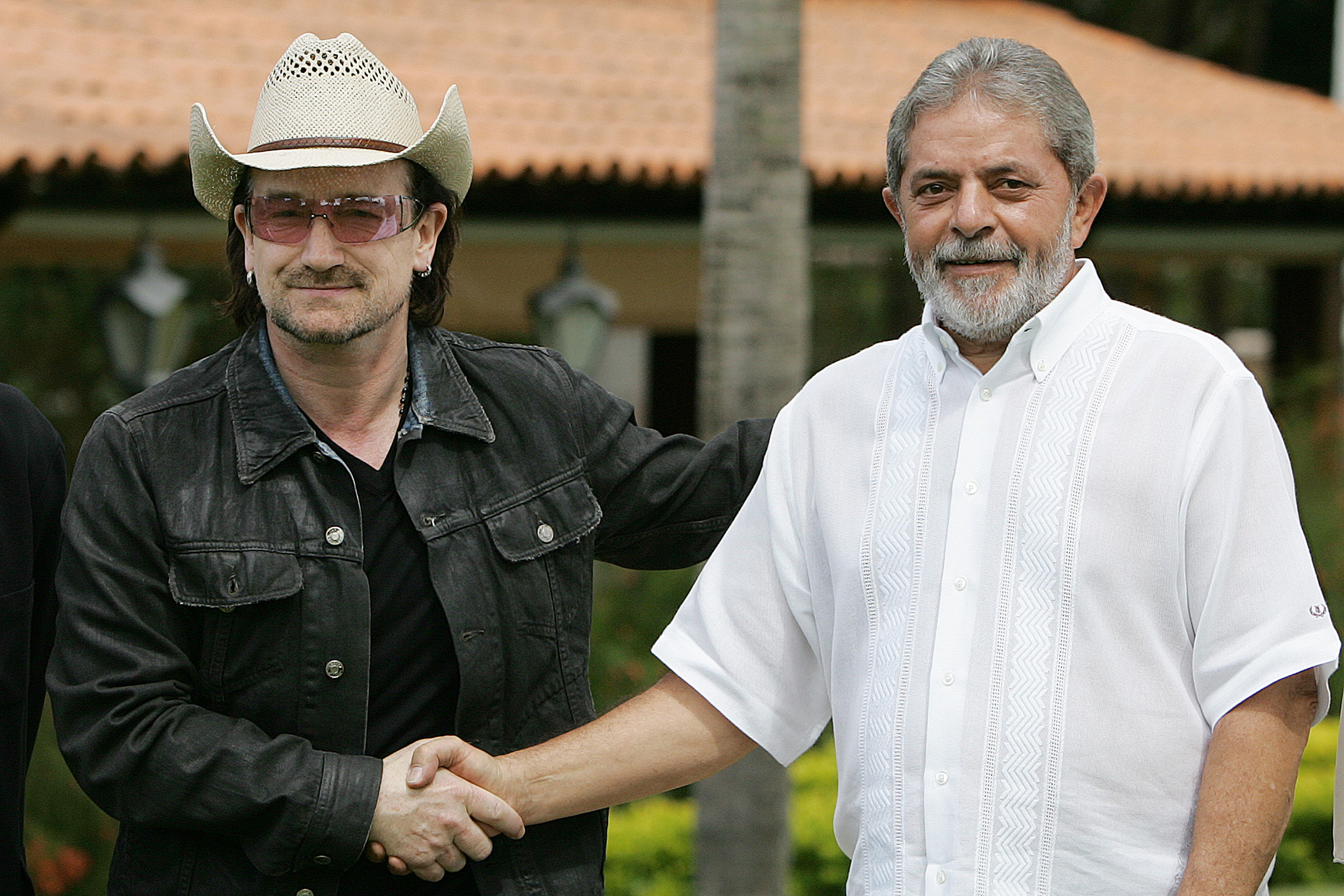
Bono amb el president del Brasil, Luiz Inácio Lula da Silva.

Al llarg de tota la història de la banda, el grup i els seus membres en particular, s'han mostrat molt interessats per col·laborar amb diferents projectes humanitaris i afers polítics. Bono ha estat nominat al Premi Nobel de la Pau i són col·laboradors habituals de Greenpeace i Amnistia Internacional entre molts altres. També participaren en els concerts Live Aid (1985) i Live 8 (2005) destinats a combatre la pobresa i la marginació. Han produït diversos senzills, el benefici dels quals es destinà a diferents projectes solidaris com Do They Know It’s Christmas? (Saben ells que és Nadal?), The Sweetest Thing (La cosa més dolça), Walk On (Segueix caminant) o The Saints Are Comming (Els sants venen).

## Discografia completa
Vegeu l'article principal sobre la Discografia d'U2

### Àlbums d'estudi
- Boy (1980)
- October (1981)
- War (1983)
- The Unforgettable Fire (1984)
- The Joshua Tree (1987)
- Rattle and Hum (1988)
- Achtung Baby (1991)
- Zooropa (1993)
- Pop (1997)
- All That You Can't Leave Behind (2000)
- How to Dismantle an Atomic Bomb (2004)
- No Line on the Horizon (2009)
- Songs of Innocence (2014)
- Songs of Experience (2017)
- Songs of Surrender (2023)

### Àlbums en directe
- Under a Blood Red Sky (1983)

### Discs recopilatoris
- The Best Of 1980-1990 (1998)
- The Best Of 1990-2000 (2002)
- U218 Singles (2006)

### Bandes sonores
- The Milion Dollar Hotel (2000)

### Box sets
- The Complete U2 (2004)

## Gires
- Irish Tour (1976-1979)
- Irish + London Tour (1979)
- U2-3 Tour (1979-1980)
- 11 O'Clock Tick Tock Tour (1980)
- Boy Tour (1980-1981)
- October Tour (1981-1982)
- War Tour (1982-1983)
- Unforgettable Fire Tour (1984-1985)
- A Conspiracy of Hopee Tour (Juny de 1986)
- The Joshua Tree Tour (1987)
- Lovetown Tour (1989-1990)
- Zoo TV Tour (1992-1993)
- PopMart Tour (1997-1998)
- Elevation Tour (2001)
- Vertigo Tour (2005-2006)
- 360° Tour (2009)
- Innocence + Experience (2015)
- The Joshua Tree Tour 2017 (2017)

## Guardons
Premis
- 1994: Grammy al millor àlbum de música alternativa per Zooropa
- 2002: Grammy al millor àlbum de rock
- 2006: Grammy al millor àlbum de rock